# Thomas and Sally
Thomas and Sally, or The Sailor's Return är en opera i två akter med musik av Thomas Arne och libretto av Isaac Bickerstaffe.

## Historia
Bickerstaffes komiska text tilltalade Arne mycket och tillsammans skapade de ett lättsjunget och omtyckt stycke operamusik. Arne var den förste tonsättaren i England som använde klarinetten i en opera. Det är också en av de få engelska operor från denna tid som har recitativ i stället för talad dialog. Operan hade premiär den 28 november 1761 på Covent Garden-operan i London med Arne själv som dirigent.

## Personer
- Sally (sopran)
- Thomas, en sjöman (baryton)
- En herreman, förtjust i Sally (tenor)
- Dorcas, husmor (mezzosopran)

## Handling

### Akt I
Sjömannen Thomas ska bege sig på en långseglats och hans fästmö Sally är ledsen över detta. De tar farväl av varandra. Under tiden ser herremannen sin chans att uppvakta Sally när Thomas är ur vägen. Herremannen beslutar sig för att ta hjälp av Dorcas i sin uppvaktning av Sally. Men Sally nobbar den nye friaren. Dorcas försöker övertala Sally att ta vara på sin frihet men Sally förblir Thomas trogen. 

### Akt II
Herremannen och Dorcas fortsätter att bearbeta Sally. Just som Sally börjar vackla återvänder Thomas från sin sjöresa och de två kan äntligen gifta sig med varandra.